# Charles Jean Marie Barbaroux

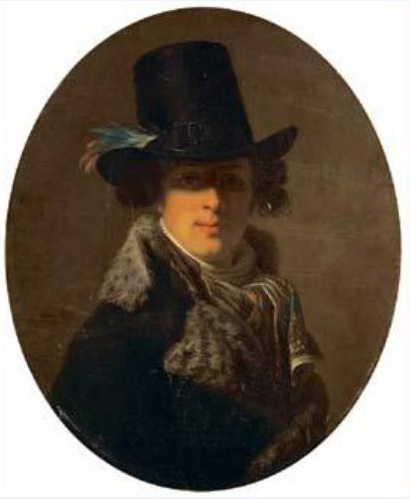
Charles Barbaroux

Charles Jean Marie Barbaroux (* 6. März 1767 in Marseille; † 25. Juni 1794 in Bordeaux) war ein französischer Politiker.

## Biografie
Nach dem Studium der Rechtswissenschaften arbeitete er zunächst als Gemeindesekretär der Stadt Marseille, die ihn später als Vertreter nach Paris entsandte. Beim Tuileriensturm am 10. August 1792 kommandierte er das Marseiller Bataillon.
Im September 1792 wurde er als Vertreter seines Heimatdépartements Bouches-du-Rhône zum Abgeordneten in den Nationalkonvent gewählt, in dem er sich den Girondisten anschloss. Zu dieser Zeit trat er auch in enge Beziehung zu Jean-Marie Roland de La Platière und dessen Ehefrau Madame Roland. Als gewandter Redner trat er im Nationalkonvent besonders gegen die Bergpartei auf. Ende 1792 setzte sich Barbaroux dafür ein, Ludwig XVI. das Leben zu erhalten und das Urteil des Nationalkonvents einem Referendum vorzulegen. Erst nachdem dieses Vorhaben gescheitert war, stimmte er für den Tod des ehemaligen Königs. Im Mai 1793 widersetzte er sich im Nationalkonvent erfolglos dem Vorhaben, die Vollmachten des Wohlfahrtsausschusses auszudehnen. Ebenso scheiterte sein Antrag, die Befugnisse der Repräsentanten in Mission einzuschränken.
Wegen seiner Kritik an Maximilien de Robespierre und dessen Anhängern, die er beschuldigte nach der Diktatur zu streben, wurde er während der beginnenden Terrorherrschaft verfolgt und am 2. Juni 1793 unter Hausarrest gestellt. Es gelang ihm jedoch zunächst nach Caen und später nach Bordeaux zu fliehen, wo er eine Widerstandsgruppe gegen die Bergpartei gründete.
Nach Aufdeckung seiner Verschwörung wurde er zusammen mit mehreren anderen Gegnern Robespierres verhaftet und zum Tode verurteilt. Am 25. Juni 1794 wurde er mit der Guillotine hingerichtet, nachdem er zuvor vergeblich versucht hatte, Selbstmord zu begehen.

## Werke
- Posthum veröffentlichte Autobiographie in französischer Sprache: Mémoires (inédits) de Charles Barbaroux, député a la convention nationale. Baudouin, Paris 1822 (Digitalisat).